# Giulio Stella
Giulio Stella (Venezia, 11 ottobre 1899 – Padova, 15 ottobre 1978) è stato un fisiologo italiano.

## Biografia
Laureatosi in medicina all'Università di Padova nel 1923, iniziò la sua attività scientifica negli istituti di fisiologia e farmacologia dello stesso ateneo. La sua formazione scientifica continuò poi allo University College di Londra, nel laboratorio diretto da Archibald Vivian Hill, e poi a Cambridge. Nel 1932 fu alla Johnson Foundation dell'Università della Pennsylvania come Fellow in medical Physics, dal 1932 al 1939 fu docente di fisiologia all'Università di Londra e nel 1938 vinse la cattedra di fisiologia dell'Università di Città del Capo, ma rinunciò per non voler assumere la cittadinanza inglese.
Tornato in Italia, nel 1939 vinse la cattedra di fisiologia umana all'Università di Bari e nel 1940 passò alla direzione dell'istituto di fisiologia dell'Università di Perugia. Infine, nel 1941, passò alla direzione dell'Istituto di fisiologia dell'Università di Padova, dove rimase fino alla nomina a professore emerito.
Autore di numerose pubblicazioni scientifiche, ha dato contributi scientifici originali in molti campi della fisiologia. Fondamentali furono i suoi contributi sulla fisiologia del seno carotideo e del cervelletto e sulla rigidità da decerebrazione.
Nel 1961 ottenne il premio per la fisiologia e la patologia dell'Accademia dei Lincei.
Introdusse in Italia due testi classici della fisiologia: Principles of Human Physiology di Ernest Henry Starling e Rewiew of Medical Physiology di William Francis Ganong.

## Onorificenze
È stato membro di molte importanti società scientifiche nazionali e internazionali tra cui:
- Accademia Nazionale dei Lincei
- Istituto veneto di scienze, lettere ed arti
- Physiological Society of London